# Тре Казе (Виченца)
Тре Казе је насеље у Италији у округу Виченца, региону Венето.
Према процени из 2011. у насељу је живело 212 становника. Насеље се налази на надморској висини од 72 м.